# Bonte borstelboktor
De bonte borstelboktor (Pogonocherus hispidulus) is een keversoort uit de familie van de boktorren (Cerambycidae). De wetenschappelijke naam van de soort werd voor het eerst geldig gepubliceerd in 1783 door Piller & Mitterpacher.